# 더 브릿지: 조각 살인마
《더 브릿지: 조각 살인마》(영어: The Bridge)는 2013년부터 2014년까지 FX에서 방영한 미국의 범죄 드라마 텔레비전 시리즈이다. 소피아 헬린과 킴 보드니아가 주연한 덴마크·스웨덴 합작 드라마 《Bron/Broen》(2011-18)의 리메이크이다.

## 개요
북아메리카와 남아메리카를 잇는 아메리카의 다리 위 엘패소와 치와와주 경계선에서 한 미국 판사 시신이 발견되자 아스퍼거 증후군인 엘패소 형사 소니아와 치와와주 강력계 형사 마르코가 수사를 위해 현장에 도착한다.
시체는 몸 중앙이 정확히 국경선에 놓였으며, 두 조각으로 분리돼있고, 허리 윗부분은 미국 판사의 것이지만 하반신은 멕시코 여성의 것이다. 해당 멕시코 여성은 토막 살해된 멕시코 여성 시신 23구가 발견되었던 한 과거 사건의 피해자 중 하나로 밝혀진다.
소니아와 마르코는 공조 수사를 진행하며 미국과 멕시코 양국의 범죄 집단, 그리고 부패한 국가 기관들의 음모에 얽혀든다.

## 출연진
메인
- 디아네 크루거 - 소니아 크로스 형사 역
- 데미안 비치르 - 마르코 루이스 형사 역
- 테드 러바인 - 행크 웨이드 경위 역
- 애너베스 기시 - 샬럿 밀라이트 역
- 토머스 M. 라이트 - 스티븐 린더 역
- 매슈 릴러드 - 대니얼 프라이 역
- 에밀리 리오스 - 아드리아나 멘데스 역

리커링
- 에릭 랭 - 케네스 헤이스팅 역
- 카탈리나 산디노 모레노 - 알마 루이스 역
- 다이애나마리아 리바 - 키티 컨처스 역
- 스테파니 시그만 - 에바 게라 역
- 브라이언 밴홀트 - 레이 역
- 라일 러빗 - 몬티 P. 플래그먼 역
- 아르투로 델푸에르토 - 엑토르 발데스 역
- 돈 스웨이지 - 팀 역
- 크리스 브라우닝 - 잭슨 칠드러스 역
- 프랑카 포텐테 - 엘리너 낙트 역
- 네이선 필립스 - 잭 돕스 역
- 에이브러햄 벤루비 - 조 매켄지 요원 역
- 브루노 비치르 - 세바스티안 세리솔라 역